# 芒廷賽德 (新澤西州)
芒廷賽德（英語：Mountainside）是位於美國新澤西州尤寧縣的自治市鎮。

## 人口
根據2020年美國人口普查的數據，芒廷賽德的面積為10.47平方千米，當中陸地面積為10.35平方千米，而水域面積為0.12平方千米。當地共有人口7020人，而人口密度為每平方千米670人。